# رده دم‌اسبی
رده دم‌اسبی (نام علمی: Equisetopsida) نام یک رده از division سرخس است.